# Nederlandse Vereniging van Producenten en Importeurs van beeld- en geluidsdragers
Die Nederlandse Vereniging van Producenten en Importeurs van beeld- en geluidsdragers (NVPI) ist ein im Jahr 1973 gegründeter niederländischer Wirtschaftsverband mit der Aufgabe, die Unterhaltungsindustrie des Landes zu vertreten.

## Organisation
Die Organisation besteht aus drei eigenständigen Abteilungen, nämlich NVPI Audio (Musikindustrie), NVPI Video (Filmindustrie) und NVPI Interactief (Computerspielindustrie). NVPI Audio ist die niederländische Landesgruppe der IFPI, NVPI Video gehört zur International Video Federation (IVF) und NVPI Interactief zur Interactive Software Federation of Europe (ISFE). Die NVPI vergibt seit dem 1. Januar 1978 die Auszeichnungen für Musikverkäufe und -nutzung.

## Verleihungsgrenzen der Tonträgerauszeichnungen

### Alben
| Gold      | 50.000  | 40.000  | 35.000  | 30.000  | 25.000  | 20.000 | 15.000 |   |   |   |   |   |   |
| Platin    | 100.000 | 80.000  | 70.000  | 60.000  | 50.000  | 40.000 | 30.000 |   |   |   |   |   |   |
| 2× Platin | 200.000 | 160.000 | 140.000 | 120.000 | 100.000 | 80.000 | – a    |   |   |   |   |   |   |
| …         | …       | …       | …       | …       | …       | …      | –      | – | – | – | – | – | – |
| Diamant   | –       | –       | –       | –       | –       | –      | 90.000 |   |   |   |   |   |   |

| Auszeichnung | bis 31. Dezember 2007 | 1. Januar 2008 bis 31. Dezember 2023 | seit 1. Januar 2024 |
| ------------ | --------------------- | ------------------------------------ | ------------------- |
| Gold         | 15.000                | 10.000                               | 7.500               |
| Platin       | 30.000                | 20.000                               | 15.000              |
| 2× Platin    | 60.000                | 40.000                               | – a                 |
| …            | …                     | …                                    | –                   |
| Diamant      | –                     | –                                    | 45.000              |

### Singles
| Auszeichnung | bis 31. Dezember 1983 | 1. Januar 1984 bis 31. Dezember 1991 | 1. Januar 1992 bis 31. Dezember 1999 | 1. Januar 2000 bis 31. Dezember 2007 | 1. Januar 2008 bis 31. Mai 2009 | 1. Juni 2009 bis 30. Juni 2014 | 1. Juli 2014 bis 30. Juni 2016 | 1. Juli 2016 bis 31. Dezember 2017 | 1. Januar 2018 bis 31. Dezember 2023 | seit 1. Januar 2024 |
| ------------ | --------------------- | ------------------------------------ | ------------------------------------ | ------------------------------------ | ------------------------------- | ------------------------------ | ------------------------------ | ---------------------------------- | ------------------------------------ | ------------------- |
| Gold         | 100.000               | 75.000                               | 50.000                               | 40.000                               | 25.000                          | 10.000                         | 15.000                         | 20.000                             | 40.000                               | 45.000              |
| Platin       | 150.000               | 100.000                              | 75.000                               | 60.000                               | 50.000                          | 20.000                         | 30.000                         | 40.000                             | 80.000                               | 90.000              |
| 2× Platin    | 300.000               | 200.000                              | 150.000                              | 120.000                              | 100.000                         | 40.000                         | 60.000                         | 80.000                             | 160.000                              | – a                 |
| …            | …                     | …                                    | …                                    | …                                    | …                               | …                              | …                              | …                                  | …                                    | –                   |
| Diamant      | –                     | –                                    | –                                    | –                                    | –                               | –                              | –                              | –                                  | –                                    | 200.000             |

### Videoalben
| Auszeichnung | bis 31. Dezember 2007 | 1. Januar 2008 bis 31. Mai 2009 | 1. Juni 2009 bis 30. September 2015 | 1. Oktober 2015 bis 31. Dezember 2023 b |
| ------------ | --------------------- | ------------------------------- | ----------------------------------- | --------------------------------------- |
| Gold         | 40.000                | 30.000                          | 25.000                              | 7.500                                   |
| Platin       | 80.000                | 60.000                          | 50.000                              | 15.000                                  |
| 2× Platin    | 160.000               | 120.000                         | 100.000                             | 30.000                                  |
| …            |                       |                                 |                                     |                                         |

## Belege
1. ↑  NVPI. (Memento vom 9. Juli 2015 im Internet Archive) dutchnews.nl, 2014, abgerufen am 3. Mai 2019.
2. ↑  Over NVPI. NVPI, abgerufen am 8. Juli 2015 (niederländisch).
3. 1 2 3 4  Reglement Goud/Platina 2006 (Memento vom 16. Oktober 2006 im Internet Archive) nvpi.nl, 16. Oktober 2006, abgerufen am 24. April 2023 (niederländisch).
4. 1 2 3 4  Reglement Goud/Platina 2008 (Memento vom 21. Juni 2009 im Internet Archive) nvpi.nl, 21. Juni 2009, abgerufen am 24. April 2023 (niederländisch).
5. 1 2 3  Reglement Goud/Platina 2009 (Memento vom 29. September 2013 im Internet Archive) nvpi.nl, 29. September 2013, abgerufen am 24. April 2023 (niederländisch).
6. 1 2  Reglement Goud/Platina 2014 (Memento vom 19. September 2015 im Internet Archive) nvpi.nl, 19. September 2015, abgerufen am 24. April 2023 (niederländisch).
7. 1 2 3 4  Reglement Goud/Platina 2024. In: nvpi.nl. Abgerufen am 31. Dezember 2024 (niederländisch).
8. ↑  Reglement Goud/Platina 2016 (Memento vom 13. Oktober 2017 im Internet Archive) nvpi.nl, 13. Oktober 2017, abgerufen am 24. April 2023 (niederländisch).
9. ↑  Reglement Goud/Platina 2018. nvpi.nl, archiviert vom Original (nicht mehr online verfügbar) am 22. Januar 2020; abgerufen am 3. Juli 2019 (niederländisch).
10. ↑  Reglement Goud/Platina 2015 (Memento vom 28. März 2016 im Internet Archive) nvpi.nl, 28. März 2016, abgerufen am 24. April 2023 (niederländisch).